# جاك شور
جاك شور (بالإنجليزية: Jack Shore؛ مواليد 6 فبراير 1995) هو مُقاتل فنون قتالية مختلطة أمريكي.

## وصلات خارجية
- جاك شور على موقع يو إف سي (الإنجليزية)
- جاك شور على موقع شيردوغ (الإنجليزية)
- جاك شور على موقع Tapology.com (الإنجليزية)
- جاك شور على موقع إي إس بي إن (الإنجليزية)